# Angel Dust (Faith No More)
Angel Dust, pubblicato nel 1992, è il quarto album in studio del gruppo musicale statunitense Faith No More, il secondo che ha visto Mike Patton come cantante, e l'ultimo con il chitarrista Jim Martin.

## Descrizione
L'album contiene due cover, Midnight Cowboy dall'originale Midnight Cowboy di John Barry, anche tema del film Un uomo da marciapiede di John Schlesinger (1969), e Easy dall'album Commodores (1977) dei Commodores.
Alcuni critici lo considerano il migliore disco della loro carriera.
È stato anche inserito al primo posto nella lista dei 50 album più influenti di tutti i tempi stilata nel 2003 dalla rivista Kerrang!, infatti è ritenuto uno dei dischi che hanno maggiormente influenzato il nu metal.

## Tracce
Testi di Mike Patton, eccetto dove indicato.
1. Land of Sunshine – 3:45 (musica: Bill Gould, Roddy Bottum)
2. Caffeine – 4:29 (musica: Bill Gould, Mike Patton)
3. Midlife Crisis – 4:19 (musica: Roddy Bottum, Mike Bordin, Bill Gould, Mike Patton)
4. RV – 3:41 (musica: Roddy Bottum, Mike Patton, Bill Gould)
5. Smaller and Smaller – 5:11 (musica: Bill Gould, Mike Bordin, Roddy Bottum, Matt Wallace)
6. Everything's Ruined – 4:35 (testo: Mike Patton, Bill Gould – musica: Bill Gould, Roddy Bottum, Mike Patton)
7. Malpractice – 4:02 (Mike Patton)
8. Kindergarten – 4:31 (testo: Mike Patton, Roddy Bottum – musica: Bill Gould, Jim Martin)
9. Be Aggressive – 3:43 (Roddy Bottum)
10. A Small Victory – 4:58 (musica: Bill Gould, Roddy Bottum, Mike Bordin, Mike Patton)
11. Crack Hitler – 4:40 (musica: Bill Gould, Roddy Bottum, Mike Bordin)
12. Jizzlobber – 6:40 (testo: Jim Martin, Mike Patton – musica: Jim Martin)
13. Midnight Cowboy – 4:13 (musica: John Barry)

Traccia bonus della riedizione del 1993
1. Easy – 3:09 (Lionel Richie)

Tracce bonus nell'edizione giapponese
1. Easy – 3:09 (Lionel Richie)
2. As the Worm Turns – 2:39 (testo: Chuck Mosley – musica: Roddy Bottum, Bill Gould, Chuck Mosley)

## Formazione
- Mike Patton – voce
- Jim Martin – chitarra, cori
- Bill Gould – basso, cori
- Roddy Bottum – tastiere, cori
- Mike Bordin – batteria